# Сколль (міфологія)
У скандинавської міфології, Сколь («Skoll») — це вовк що переслідує сонце Соль («Sol») у небі щодня, намагаючись зжерти його. Сонячні затемнення трапляються коли Сколь небезпечно наближається до Соль. Сколь має брата Гаті, що переслідує місяць. Обидва є ймовірно синами/братами Фенріра. Коли настане Раґнарьок, вони доженуть і пожеруть місяць і сонце.